# Nati nel 1926/Settembre
| Questa pagina contiene informazioni ricavate automaticamente dalle voci biografiche con l'ausilio del template Bio e di un bot. L'aggiornamento è periodico e automatico e ricostruisce completamente la pagina. Se manca una persona in questa lista, sei pregato di non aggiungerla, ma accertati piuttosto che la sua voce biografica contenga il template Bio e che i dati anagrafici siano correttamente compilati. Se il template Bio manca, inseriscilo tu stesso o, in alternativa, metti l'avviso {{tmp\|Bio}} che ne segnala la mancanza. Se i dati riportati sono sbagliati, correggi direttamente la voce biografica; le modifiche saranno visibili in questa lista entro pochi giorni. Per chiarimenti vedi il progetto biografie. La lista contiene solo le 170 persone che sono citate nell'enciclopedia e per le quali è stato implementato correttamente il template Bio. Pagina aggiornata al 26 lug 2025. |

- 1º settembre - Abdur Rahman Biswas, politico bangladese († 2017)
- 1º settembre - Stanley Cavell, filosofo statunitense († 2018)
- 1º settembre - Gene Colan, fumettista statunitense († 2011)
- 1º settembre - Franco Gulli, violinista italiano († 2001)
- 1º settembre - Frank Morris, criminale statunitense
- 2 settembre - Armando Cossutta, politico, giornalista e partigiano italiano († 2015)
- 2 settembre - Alfredo Fabbri, pittore italiano († 2010)
- 2 settembre - Wynne Godley, economista britannico († 2010)
- 2 settembre - Evgenij Pavlovič Leonov, attore sovietico († 1994)
- 2 settembre - Ibrahim Nasir, politico maldiviano († 2008)
- 2 settembre - Francesco Prosperi, regista e sceneggiatore italiano († 2004)
- 3 settembre - Ernie Henry, sassofonista statunitense († 1957)
- 3 settembre - Joe Kolter, politico statunitense († 2019)
- 3 settembre - Uttam Kumar, attore, regista e produttore cinematografico indiano († 1980)
- 3 settembre - Alison Lurie, scrittrice statunitense († 2020)
- 3 settembre - Irene Papas, attrice greca († 2022)
- 3 settembre - Emil Stehle, vescovo cattolico tedesco († 2017)
- 4 settembre - Ivan Illich, scrittore, storico e pedagogista austriaco († 2002)
- 4 settembre - Karl-Heinz Kunkel, calciatore tedesco († 1994)
- 4 settembre - Robert J. Lagomarsino, politico statunitense († 2021)
- 4 settembre - Bert Olmstead, hockeista su ghiaccio canadese († 2015)
- 4 settembre - Alberto Plebani, attore italiano
- 4 settembre - Helmut Ringelmann, produttore televisivo tedesco († 2011)
- 5 settembre - Isidore De Rijck, ciclista su strada belga († 2009)
- 5 settembre - Julio García Espinosa, regista cubano († 2016)
- 5 settembre - Ezio Zefferi, giornalista e regista teatrale italiano († 2020)
- 5 settembre - Mish'al bin Abd al-Aziz Al Sa'ud, principe, politico e imprenditore saudita († 2017)
- 6 settembre - Claus van Amsberg, nobile tedesco († 2002)
- 6 settembre - The Sheik, wrestler statunitense († 2003)
- 6 settembre - Alessandro Giordano, politico italiano († 2012)
- 6 settembre - Shinichi Hoshi, scrittore di fantascienza giapponese († 1997)
- 6 settembre - Maurice Prather, fotografo e regista statunitense († 2001)
- 6 settembre - Henri Van Kerckhove, ciclista su strada belga († 1999)
- 6 settembre - Erwin Wilhelm, calciatore tedesco († 2012)
- 7 settembre - Samuel Goldwyn Jr., produttore cinematografico statunitense († 2015)
- 7 settembre - Begoña Izquierdo, pittrice spagnola († 1999)
- 7 settembre - Erich Juskowiak, calciatore tedesco († 1983)
- 7 settembre - Don Messick, doppiatore statunitense († 1997)
- 7 settembre - Aaron Schroeder, cantautore e produttore discografico statunitense († 2009)
- 7 settembre - Ed Warren, scrittore statunitense († 2006)
- 8 settembre - Bhupen Hazarika, cantante, compositore e regista indiano († 2011)
- 8 settembre - Sergio Pininfarina, imprenditore, carrozziere e designer italiano († 2012)
- 9 settembre - Oscar Montez, allenatore di calcio argentino
- 9 settembre - Hannes Schmidhauser, calciatore, attore e sceneggiatore svizzero († 2000)
- 9 settembre - German Zonin, allenatore di calcio e calciatore sovietico († 2021)
- 9 settembre - Yusuf al-Qaradawi, teologo qatariota († 2022)
- 10 settembre - Ladislav Adamec, politico cecoslovacco († 2007)
- 10 settembre - Allan Boyd, calciatore scozzese († 2019)
- 10 settembre - Harry Donovan, ex cestista statunitense
- 10 settembre - Rossana Martini, attrice italiana († 1988)
- 11 settembre - Evgenij Michajlovič Beljaev, tenore e militare sovietico († 1994)
- 11 settembre - Ottavio Compagnoni, fondista italiano († 2021)
- 11 settembre - Marco Crestani, compositore e direttore di coro italiano († 2010)
- 11 settembre - Eudoro Fanti, politico italiano († 2017)
- 11 settembre - Heini Halberstam, matematico britannico († 2014)
- 12 settembre - Luis María Delgado, regista e sceneggiatore spagnolo († 2007)
- 12 settembre - Toni Egger, alpinista italiano († 1959)
- 12 settembre - Paul Janssen, medico e imprenditore belga († 2003)
- 12 settembre - Paul Marie Nguyễn Minh Nhật, vescovo cattolico vietnamita († 2007)
- 12 settembre - Rocco Palamara, magistrato italiano († 1988)
- 12 settembre - Alfonso Paso, drammaturgo, direttore artistico e attore spagnolo († 1978)
- 12 settembre - Riccardo Pazzaglia, scrittore, giornalista e attore italiano († 2006)
- 12 settembre - Bona de Pisis de Mandiargues, pittrice e scrittrice italiana († 2000)
- 13 settembre - Sidney David Drell, fisico statunitense († 2016)
- 13 settembre - Herb Goldstein, attore statunitense († 2005)
- 13 settembre - Renato Granata, magistrato italiano († 2017)
- 13 settembre - Franco Pedroni, allenatore di calcio e calciatore italiano († 2001)
- 13 settembre - Bruno Zanobio, medico e storico italiano († 2015)
- 14 settembre - Vincenzo Agnetti, pittore, scrittore e poeta italiano († 1981)
- 14 settembre - Francesco Bussi, musicologo italiano
- 14 settembre - Michel Butor, poeta e scrittore francese († 2016)
- 14 settembre - Carmen Franco, I duchessa di Franco, nobile spagnola († 2017)
- 14 settembre - Antonio Molino Rojo, attore spagnolo († 2011)
- 14 settembre - Elio Quercioli, politico, giornalista e partigiano italiano († 2001)
- 14 settembre - Mihály Tóth, calciatore ungherese († 1990)
- 15 settembre - Shōhei Imamura, regista e sceneggiatore giapponese († 2006)
- 15 settembre - Sergio Camillo Segre, politico, giornalista e partigiano italiano († 2022)
- 15 settembre - Jean-Pierre Serre, matematico francese
- 15 settembre - George Thompson, calciatore inglese († 2004)
- 15 settembre - Anacleto Verrecchia, filosofo, traduttore e giornalista italiano († 2012)
- 16 settembre - Antonio Abenoza, calciatore spagnolo († 1953)
- 16 settembre - Fred Below, batterista statunitense († 1988)
- 16 settembre - Tommy Bond, attore statunitense († 2005)
- 16 settembre - Mario Gori, poeta e scrittore italiano († 1970)
- 16 settembre - Doug Hepburn, sollevatore canadese († 2000)
- 17 settembre - Lawrence Alloway, critico d'arte inglese († 1990)
- 17 settembre - Mario Bardella, attore, doppiatore e direttore del doppiaggio italiano († 2014)
- 17 settembre - Bill Black, musicista statunitense († 1965)
- 17 settembre - Mohamed Chafik, linguista berbero
- 17 settembre - Curtis Harrington, regista statunitense († 2007)
- 17 settembre - Josef Kaiml, calciatore cecoslovacco († 1991)
- 17 settembre - Andrea Kékesy, pattinatrice artistica su ghiaccio ungherese († 2024)
- 17 settembre - Jean-Marie Lustiger, cardinale e arcivescovo cattolico francese († 2007)
- 17 settembre - Luigi Pendibene, calciatore italiano
- 18 settembre - Franco Archibugi, economista e urbanista italiano († 2020)
- 18 settembre - Renato Borrelli, politico italiano († 2019)
- 18 settembre - James Cooley, matematico statunitense († 2016)
- 18 settembre - Jean Deschazeaux, pilota di rally marocchino († 2012)
- 18 settembre - Abel Goumba, politico centrafricano († 2009)
- 18 settembre - Bud Greenspan, produttore cinematografico, regista e sceneggiatore statunitense († 2010)
- 18 settembre - Joe Kubert, fumettista e insegnante statunitense († 2012)
- 18 settembre - Enrico Maria Salerno, attore, doppiatore e regista italiano († 1994)
- 18 settembre - Roy Warhurst, calciatore inglese († 2014)
- 19 settembre - Carlo Fruttero, scrittore, traduttore e curatore editoriale italiano († 2012)
- 19 settembre - Ilona Hajós, ex cestista ungherese
- 19 settembre - Masatoshi Koshiba, fisico giapponese († 2020)
- 19 settembre - James Lipton, attore, produttore televisivo e autore televisivo statunitense († 2020)
- 19 settembre - Nini Rosso, trombettista e cantante italiano († 1994)
- 19 settembre - Duke Snider, giocatore di baseball statunitense († 2011)
- 19 settembre - Lurleen Wallace, politica statunitense († 1968)
- 19 settembre - Arthur Wills, musicista, compositore e organista britannico († 2020)
- 20 settembre - Noémia de Sousa, poetessa mozambicana († 2002)
- 20 settembre - Charles Bluhdorn, imprenditore e produttore cinematografico statunitense († 1983)
- 20 settembre - Mafalda Codan, insegnante italiana († 2013)
- 20 settembre - Shohachi Ishii, lottatore giapponese († 1980)
- 20 settembre - Libero Liberati, pilota motociclistico italiano († 1962)
- 21 settembre - Joan Botam, presbitero e teologo spagnolo († 2023)
- 21 settembre - Carla Calò, attrice italiana († 2019)
- 21 settembre - Carlo Cavaglià, giornalista e scrittore italiano († 2011)
- 21 settembre - Flavio Costantini, pittore e illustratore italiano († 2013)
- 21 settembre - Clement Crisp, critico teatrale britannico († 2022)
- 21 settembre - Donald Glaser, fisico statunitense († 2013)
- 22 settembre - Giuseppe Bevilacqua, scrittore e traduttore italiano († 2019)
- 22 settembre - Leo Castellucci, ciclista su strada italiano († 2017)
- 22 settembre - Mario Cosmai, giornalista e storico italiano († 2002)
- 22 settembre - Giovanni Dini, ex calciatore italiano
- 22 settembre - Max Heral, sollevatore francese († 2003)
- 22 settembre - Egidio Sterpa, giornalista e politico italiano († 2010)
- 22 settembre - Max Wozniak, allenatore di calcio e calciatore polacco († 2023)
- 23 settembre - Aage Birch, velista danese († 2017)
- 23 settembre - John Coltrane, sassofonista e compositore statunitense († 1967)
- 23 settembre - Valentin Kuzin, hockeista su ghiaccio sovietico († 1994)
- 23 settembre - Henry Silva, attore statunitense († 2022)
- 24 settembre - Aubrey Burl, archeologo britannico († 2020)
- 24 settembre - Ricardo María Carles Gordó, cardinale e arcivescovo cattolico spagnolo († 2013)
- 24 settembre - Joe McNamee, cestista statunitense († 2011)
- 24 settembre - Jorge Nuré, cestista argentino († 2011)
- 25 settembre - Anthony Stafford Beer, matematico inglese († 2002)
- 25 settembre - Felice Cenacchio, partigiano italiano († 1944)
- 25 settembre - John Ericson, attore tedesco († 2020)
- 25 settembre - Sergej Filatov, cavaliere sovietico († 1997)
- 25 settembre - Mel Mermelstein, scrittore cecoslovacco († 2022)
- 25 settembre - Carlo Pagliarini, partigiano, politico e pedagogista italiano († 1997)
- 25 settembre - Aldo Ray, attore statunitense († 1991)
- 26 settembre - Giuseppe Chiari, pittore e compositore italiano († 2007)
- 26 settembre - Aleksandra Kornhauser Frazer, chimica e insegnante slovena († 2020)
- 26 settembre - Julie London, cantante e attrice statunitense († 2000)
- 26 settembre - Mel McGaha, cestista, allenatore di pallacanestro e giocatore di baseball statunitense († 2002)
- 26 settembre - Dino Paolini, pittore e scultore italiano († 2013)
- 26 settembre - Antonio Santucci, filosofo italiano († 2006)
- 27 settembre - Jorge Anaya, ammiraglio argentino († 2008)
- 27 settembre - Silvio Miana, politico e sindacalista italiano († 2016)
- 27 settembre - Audrey Patterson, velocista statunitense († 1996)
- 27 settembre - Alberto Ronchey, giornalista, saggista e politico italiano († 2010)
- 28 settembre - Bernard Behrens, attore britannico († 2012)
- 28 settembre - Ardemio Marangoni, calciatore italiano († 2009)
- 28 settembre - Larry Roberts, doppiatore statunitense († 1992)
- 28 settembre - Audrey Williamson, velocista britannica († 2010)
- 29 settembre - Pierre Barbotin, ciclista su strada francese († 2009)
- 29 settembre - Chuck Cooper, cestista statunitense († 1984)
- 29 settembre - Karsten Hansen, calciatore norvegese († 2009)
- 29 settembre - Russ Heath, fumettista statunitense († 2018)
- 29 settembre - Hans Hügi, calciatore svizzero († 2000)
- 29 settembre - Michel Meslin, storico francese († 2010)
- 29 settembre - Nino Migliori, fotografo italiano
- 30 settembre - Robert Breer, regista statunitense († 2011)
- 30 settembre - Heino Kruus, cestista e allenatore di pallacanestro sovietico († 2012)
- 30 settembre - Ladislav Putyera, allenatore di calcio e calciatore cecoslovacco († 2004)
- 30 settembre - Robin Roberts, giocatore di baseball statunitense († 2010)
- 30 settembre - Eric Stanton, illustratore e fumettista statunitense († 1999)